# Jean-Jacques Guissart
Jacques Félix Jean „Jean-Jacques“ Guissart (* 5. August 1927 in Nogent-sur-Marne; † 15. September 2008 in Cannes) war ein französischer Ruderer. Er gewann eine Silbermedaille bei den Olympischen Spielen 1952.

## Sportliche Karriere
Bei den Europameisterschaften 1951 in Frankreich siegten im Vierer ohne Steuermann die Belgier vor den Dänen, dahinter erkämpften Pierre Blondiaux, Jean-Jacques Guissart, Gérard Maquat und Jean-Pierre Souche die Bronzemedaille.
Im Jahr darauf ruderten bei den Olympischen Spielen 1952 in Helsinki Pierre Blondiaux, Jean-Jacques Guissart, Marc Bouissou und Roger Gautier im französischen Vierer. Die Franzosen qualifizierten sich mit Siegen in Vorlauf und Halbfinale für das Finale. Im Finale siegten die Jugoslawen mit fast drei Sekunden Vorsprung vor den Franzosen, die ihrerseits über vier Sekunden Vorsprung auf die drittplatzierten Finnen hatten.
1953 bei den Europameisterschaften in Kopenhagen saßen Blondiaux, Guissart, Bouissou und Gautier im französischen Achter und gewannen die Bronzemedaille hinter den Booten aus der Sowjetunion und aus Dänemark.
1955 trat Guissart bei den Mittelmeerspielen in Barcelona im Vierer mit Steuermann an und gewann die Bronzemedaille. 
Jean-Jacques Guissart ruderte für die Société d'Encouragement du Sport Nautique in Nogent-sur-Marne. René Guissart, der jüngere Bruder von Jean-Jacques, gewann 1956 eine olympische Bronzemedaille.